# Ranald Slidell MacKenzie
Ranald Slidell MacKenzie (* 27. Juli 1840 in New York City, nach anderen Quellen in Westchester County, New York; † 19. Januar 1889 in New Brighton auf Staten Island, New York) war ein US-amerikanischer Brigadegeneral.

## Leben

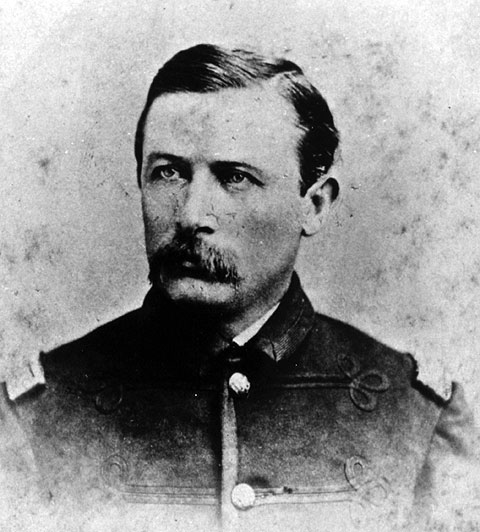
Ranald Slidell MacKenzie

Geboren wurde er am 27. Juli 1840 in New York City oder in Westchester County, New York als Sohn eines Marineoffiziers.

Der junge Ranald wurde 1858 an die Militärakademie nach West Point, New York berufen und machte dort 1862, im zweiten Jahr des Bürgerkrieges, als Klassenbester seinen Abschluss. Er wurde im Rang eines Leutnants des US-Heeres zu den Pionieren der Potomac-Armee beordert und blieb dort unter anderem während der Schlachten von Fredericksburg, Chancellorsville und Gettysburg.
Vor Petersburg, Virginia wurde er am 10. Juni 1864 zum Kommandeur des 2. Connecticut-Heavy Artillery-Regiments ernannt, ein Regiment, das als Infanterie eingesetzt wurde und während der Kämpfe um Petersburg hohe Verluste erlitt. Mackenzie kommandierte schließlich eine Brigade im VI. Korps während des Shenandoahfeldzuges 1864 und wurde am 19. Oktober 1864 zum Brigadegeneral der Freiwilligen befördert. Zuletzt kommandierte er die Kavalleriedivision der James-Armee bei Petersburg, Five Forks und während des Appomattox-Feldzugs. Für seine Kriegsverdienste wurde er – mit Rang vom 31. März 1865 – zum Generalmajor der Freiwilligen brevetiert.
Nach dem Krieg wurde er 1867 zum Kommandeur des 41. US-Infanterie-Regiments ernannt, einem Regiment aus schwarzen Soldaten. Im Februar 1871 übernahm er das Kommando über das 4. US-Kavallerie-Regiment in Fort Concho und Fort Richardson, Texas. Hier bekämpfte er aufständische Indianerstämme der Comanche.
1874 errang er seinen wohl bekanntesten Sieg, als er am 28. September im Palo Duro Canyon fünf Indianerdörfer zerstörte und so die Unruhen beenden konnte.
Im März 1875 übernahm MacKenzie das Kommando über Fort Sill, wo sich im Oktober Quanah Parker, der Anführer der Comanche, ergab und so den Krieg am Red River beendete.
Nach Custers Niederlage am Little Big Horn 1876 wurde MacKenzie als Kommandeur des Wehrbezirks Black Hills und von Camp Robinson eingesetzt. Unter der Leitung von General George Crook, dem Befehlshaber des Wehrbereichs Platte, partizipierte Mackenzie als maßgeblicher Feldkommandeur an einer Winterkampagne gegen die Northern Cheyenne, deren Lager er am 25. November 1876 am Red Fork des Powder River in Wyoming überfiel und verwüstete.
1878 wurde er zurück nach Fort Clark geschickt, um aus Mexiko operierende Indianer zu bekämpfen. Im Oktober 1879 sandte man ihn gegen das Aufbegehren der Ute nach Colorado, 1881 schließlich nach Arizona, um dort als Kommandeur aller dortigen Truppen die Apachen zu bekämpfen, was ihm in einer schnellen Strafexpedition auch gelang. Am 26. Oktober 1882 wurde er zum Brigadegeneral befördert. Ein Jahr später übernahm er den Befehl des Wehrbereichs Texas mit Hauptquartier in San Antonio, Texas. Seine Tätigkeit als Kommandeur musste er krankheitsbedingt aufgeben. Wegen Dienstunfähigkeit wurde er am 24. März 1884 aus dem aktiven Dienst verabschiedet.
Ranald Slidell MacKenzie starb am 19. Januar 1889 auf Staten Island, New York in geistiger Umnachtung.